# Bisturí Gamma

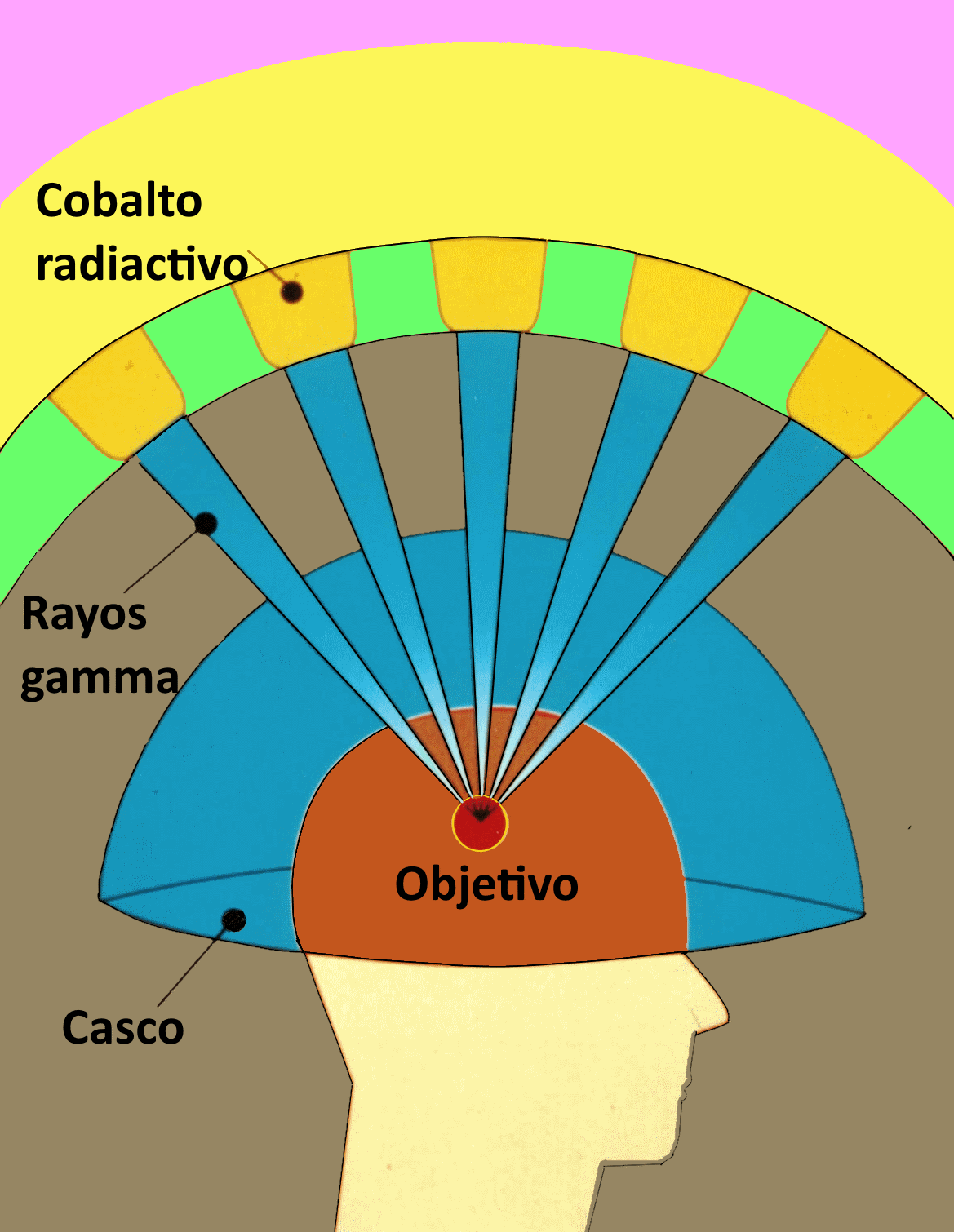
Gráfico del bisturí de rayos Gamma.

El Bisturí Gamma (Gamma Knife en inglés) es un aparato usado para tratar tumores cerebrales mediante la administración de radiación gamma de alta intensidad de  manera que concentra toda la radiación en una pequeña superficie. El aparato fue inventado en 1967 por Lars Leksell (neurocirujano) y Börje Larsson, (radiobiologo de la Universidad de Upsala) en el Instituto Karolinska de Estocolmo, Suecia. 
Es fabricado por de Elekta AB, una empresa pública sueca.
Los rayos gamma son emitidos desde la fuente de cobalto y son filtrados a través de unos orificios de diferentes diámetros (4, 8, 14, 18 mm) que se encuentran en el casco del artefacto, dentro del cual se coloca al paciente con un marco estereotáctico. De esta manera se logra dirigir y enfocar toda la radiación directamente en el área de interés, con la importantísima ventaja de que el cerebro normal y las estructuras delicadas que rodean la lesión, reciben poca o ninguna radiación.  Es importante mencionar que los rayos Gamma en si no producen ningún efecto dañino a su paso por el cerebro, sino que es la suma de todos ellos al converger en un mismo punto  los que producen su  efecto radiobiológico y terapéutico, ya que es allí donde se suma la contribución de cada uno de ellos.

## Usos
Esta técnica fue concebida y desarrollada en Suecia en los años cincuenta por el neurocirujano Lars Leksell y ha sido utilizada desde entonces en el tratamiento de miles de pacientes neuroquirúrgicos con diversas patologías. La radiocirugía con el "cuchillo gamma" es un tratamiento comprobado con décadas de seguimiento y cuyos exitosos resultados clínicos  han sido ampliamente documentados en publicaciones científicas especializadas. Por la forma de realizar el tratamiento, la tecnología involucrada y la continua verificación de todos sus pasos a lo largo del proceso de planificación; es capaz de alcanzar una precisión submilimetrica. Otra importantísima ventaja del cuchillo gamma con respecto a otras tecnologías de Radiocirugía, es que las fuentes de cobalto y los haces de radiación del equipo están completamente fijos, aumentando así su exactitud. 
Este procedimiento se realiza por un equipo multidisciplinario muy especializado que involucra a un neurocirujano, un radioterapeuta y un físico, los cuales muy cuidadosamente planifican el tratamiento definitivo y calculan los efectos de la radiación, con el objetivo de minimizar los riesgos.
Este procedimiento, además tiene la ventaja de que se realiza de manera completamente ambulatoria, sin anestesia general y con el paciente despierto, de tal manera que la recuperación es inmediata y el paciente es dado de alta inmediatamente después del procedimiento.